# Instituto SETI
El Instituto SETI es una organización de investigación sin fines de lucro cuya misión es explorar, comprender y explicar el origen y la naturaleza de la vida en el universo, y aplicar los conocimientos adquiridos para inspirar y guiar a las generaciones presentes y futuras. Su objetivo es el descubrimiento y el intercambio de conocimiento como embajadores científicos para el público, la prensa y el gobierno. SETI significa «search for extraterrestrial intelligence» (búsqueda de inteligencia extraterrestre). El instituto consta de tres centros principales: el Carl Sagan Center, dedicado al estudio de la vida en el universo, el Center for Education, centrado en astronomía, astrobiología y ciencias espaciales para estudiantes y educadores, y el Center for Public Outreach, que produce "Big Picture Science," el programa de radio y podcast general de ciencias del instituto, y la serie de coloquios semanales "SETI Talks".  
El Centro Carl Sagan recibe su nombre en honor a Carl Sagan, ex síndico del instituto, astrónomo, autor prolífico y presentador de la serie original de televisión "Cosmos". En el Centro Carl Sagan trabajan más de 80 científicos e investigadores, organizados en torno a seis enfoques de investigación: Astronomía y Astrofísica, Exoplanetas, Exploración Planetaria, Clima y Geociencia, Astrobiología y SETI. Guiados por el mapa de astrobiología trazado por la ecuación de Drake, los científicos del Centro Carl Sagan se esfuerzan por comprender la naturaleza y la proliferación de la vida en el universo y las transiciones de la física a la química, la química a la biología y la biología a la filosofía. La mayor parte de la investigación llevada a cabo dentro del Carl Sagan Center está financiada por subvenciones de la NASA, mientras que los esfuerzos de SETI están financiados exclusivamente por la filantropía privada. Los investigadores del SETI del Instituto utilizan sistemas de telescopios ópticos y de radio para buscar señales deliberadas de civilizaciones extraterrestres tecnológicamente avanzadas. 
El Centro para la Educación promueve la educación STEM a través de programas financiados por la NASA y la NSF destinados a enseñar e inspirar a niños, jóvenes y educadores en ciencias físicas con énfasis en astronomía y astrobiología. Los esfuerzos del Centro de Educación son centrales para la misión del Instituto de compartir conocimiento como embajadores científicos para el público. El programa de Embajadores de Astronomía Aerotransportadas trae la emoción de la investigación práctica a maestros de escuelas intermedias y secundarias en todo Estados Unidos. Seleccionados educadores en ciencias toman un curso intensivo de astronomía y experimentan dos incursiones en el avión modificado SOFIA (Observatorio Estratosférico de Astronomía Infrarroja), operado por la NASA y la Agencia Espacial Alemana.  

## Instrumentos utilizados

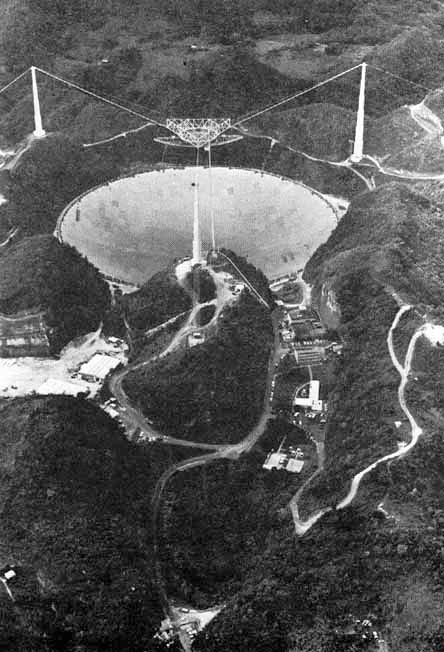
El Observatorio de Arecibo en Puerto Rico con su plato de 300 metros, fue uno de los radiotelescopios con la tapa de llenado más grande del mundo (es decir, el plato lleno), y realizaba algunas búsquedas SETI.

Los instrumentos utilizados por los científicos del Instituto SETI incluyen Allen Telescope Array basado en tierra, varios telescopios ópticos basados en tierra como el telescopio Shane en Lick Observatory, el W.M. Telescopios Keck e IRTF en Hawái, los Very Large Telescopes en Chile. Los investigadores de SETI también utilizan instalaciones de telescopios espaciales, principalmente el Telescopio Espacial Hubble, el Telescopio Espacial Spitzer y el Telescopio Espacial Herschel. Los científicos de SETI también están involucrados en misiones espaciales, la misión New Horizons hacia Plutón, la misión Cassini, que anteriormente estaba en órbita alrededor de Saturno, y los rovers marcianos Oportunity y Curiosity.

## Historia
El Instituto SETI fue incorporado como organización sin fines de lucro 501 (c) (3) de California en 1984 por Thomas Pierson (ex CEO) y la Dra. Jill Tarter. El apoyo financiero y de liderazgo durante la vida del Instituto SETI ha incluido a Carl Sagan, Bernard Oliver, David Packard, William Hewlett, Gordon Moore, Paul Allen, Nathan Myhrvold, Lewis Platt y Greg Papadopoulos. Dos premios Nobel han sido asociados con el Instituto SETI: Charles Townes, inventor clave del láser, y el fallecido Baruch Blumberg, quien desarrolló la vacuna contra la hepatitis B. Dentro del Instituto SETI, Seth Shostak encabeza el esfuerzo de SETI y es el presentador de Big Picture Science. El Dr. David Morrison fue el director del Centro Carl Sagan, hasta agosto de 2015, cuando Nathalie Cabrol fue nombrada Directora. Edna DeVore es la Directora de Educación y Alcance Público. El Instituto SETI tiene su sede en Mountain View, California. En 2015, el empresario de Silicon Valley, Bill Diamond, fue nombrado consejero delegado.
El 13 de febrero de 2015, científicos (incluidos David Grinspoon, Seth Shostak y David Brin) en una reunión anual de la Asociación Estadounidense para el Avance de la Ciencia, discutieron el SETI activo y si transmitir un mensaje a posibles extraterrestres inteligentes en el cosmos era una buena idea. Esa misma semana, se lanzó una declaración, firmada por muchos miembros de la comunidad SETI, en la que se debe realizar una "discusión científica, política y humanitaria a nivel mundial antes de enviar un mensaje". El 28 de marzo de 2015, Seth Shostak escribió un ensayo relacionado y lo publicó en el New York Times.

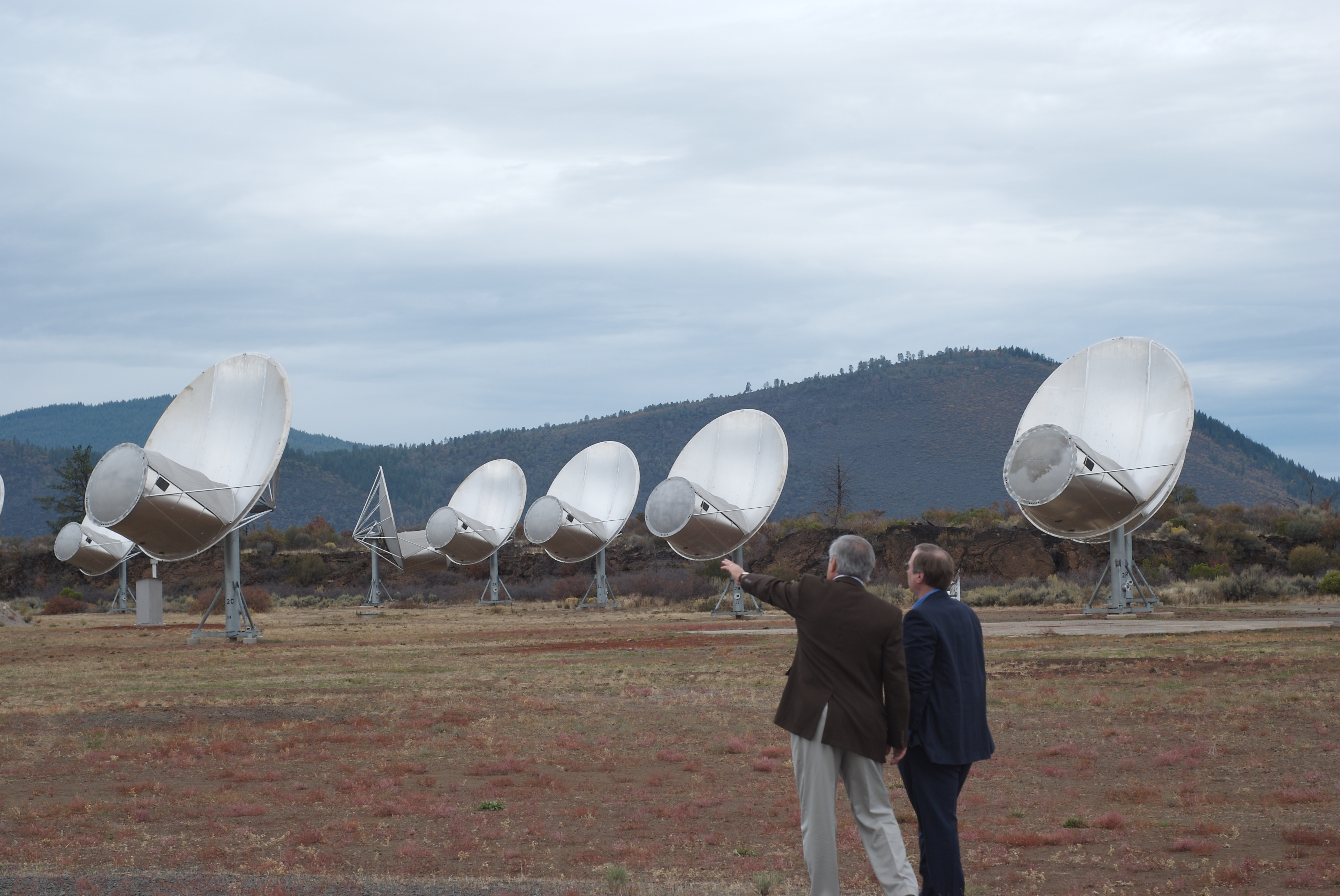
La serie de telescopios de Alen

## Partidarios de la financiación
El financiamiento para los programas del Instituto SETI proviene de una variedad de fuentes. Contrariamente a la creencia popular, y su Formulario 990, no se asignan fondos del gobierno para sus búsquedas SETI, que se financian en su totalidad con contribuciones privadas. Otra investigación de astrobiología en el Instituto SETI puede ser financiada por la NASA, la National Science Foundation u otras subvenciones y donaciones. TeamSETI es la membresía mundial y la organización de apoyo del Instituto SETI.

## Principales centros

### Centro Carl Sagan
El Instituto SETI emplea a más de 90 investigadores que estudian todos los aspectos de la búsqueda de la vida, sus orígenes, el entorno en el que se desarrolla la vida y su destino final. Incluyen a Laurance Doyle, Peter Jenniskens, Pascal Lee, Mark R. Showalter y Franck Marchis. El Centro Carl Sagan recibe su nombre en honor a Carl Sagan, ex administrador del Instituto, astrónomo, autor prolífico y presentador de la serie de televisión original "Cosmos". En el Centro Carl Sagan trabajan más de 80 científicos e investigadores, organizados en torno a seis ejes de investigación: astronomía y astrofísica, exoplanetas, exploración planetaria, clima y geociencia, astrobiología y SETI. Guiados por la hoja de ruta de astrobiología trazada por la Ecuación de Drake, los científicos del Centro Carl Sagan se esfuerzan por comprender la naturaleza y la proliferación de la vida en el universo y las transiciones de la física a la química, de la química a la biología y de la biología a la filosofía. La mayor parte de la investigación llevada a cabo en el Carl Sagan Center está financiada por subvenciones de la NASA, mientras que los esfuerzos de SETI son financiados exclusivamente por filantropía privada. Los investigadores de SETI del Instituto utilizan sistemas de telescopios ópticos y de radio para buscar señales deliberadas de civilizaciones extraterrestres tecnológicamente avanzadas.

### Centro de educación
El Centro de Educación promueve la educación STEM a través de programas financiados por la NASA y la NSF destinados a enseñar e inspirar a niños, adultos jóvenes y educadores en ciencias físicas con énfasis en astronomía y astrobiología. El programa Airborne Astronomy Ambassadors lleva la investigación a los maestros estadounidenses de secundaria y preparatoria. Los educadores científicos seleccionados toman un curso intensivo de astronomía y experimentan dos salidas en el avión 747 modificado SOFIA (Observatorio estratosférico de astronomía infrarroja), operado por la NASA y la Agencia Espacial Alemana. En 2016, el Instituto recibió una subvención de 5 años de la NASA para un programa STEM concebido por el Instituto para las Girl Scouts of the USA. En asociación con la Universidad de Arizona, las Girl Scouts del norte de California y las Girl Scouts de los EE.UU, el Instituto SETI lanzó "Alcanzando las estrellas: Ciencia de la NASA para Girl Scouts". Esto desarrollará una nueva serie de insignias de mérito basadas en un plan de estudios STEM para niñas de 5 a 18 años. Financiado por la Fundación Nacional de Ciencias, el Instituto SETI opera un programa de pasantías de verano para estudiantes universitarios. Research Experiences for Undergraduates (REU) es una pasantía de verano de 8 semanas que une a los estudiantes con mentores/científicos del instituto.

### Centro de Difusión Pública
El Centro de Difusión Pública lleva el trabajo del Instituto SETI y otras organizaciones de investigación líderes al público en general a través de su transmisión de radio y podcast semanales: "Big Picture Science" y la serie de conferencias semanales "SETI Talks". Big Picture Science es presentado por el astrónomo senior del Instituto, Seth Shostak y copresentado por la productora ejecutiva Molly Bentley. El galardonado programa de ciencia general involucra al público con la investigación científica moderna a través de narraciones y entrevistas vívidas e inteligentes con los principales autores, educadores e investigadores en una amplia variedad de disciplinas. El programa mezcla ciencia atractiva y actual con una pizca de humor y demuestra la tesis de que la radio científica no tiene por qué ser aburrida. La serie de coloquios semanales del Instituto, SETI Talks, es una conferencia en profundidad de una hora con destacados investigadores de todo el mundo en astronomía, astrofísica, tecnología aeroespacial, astrobiología, aprendizaje automático y más. Las conferencias son gratuitas, abiertas al público y se presentan en el campus de Silicon Valley de Microsoft en Mountain View, California. Todas las charlas SETI se graban en video y se archivan en YouTube. Más de 350 conferencias están disponibles en línea e indexadas en el sitio web del Instituto.